# Andreas Zeller (Informatiker)

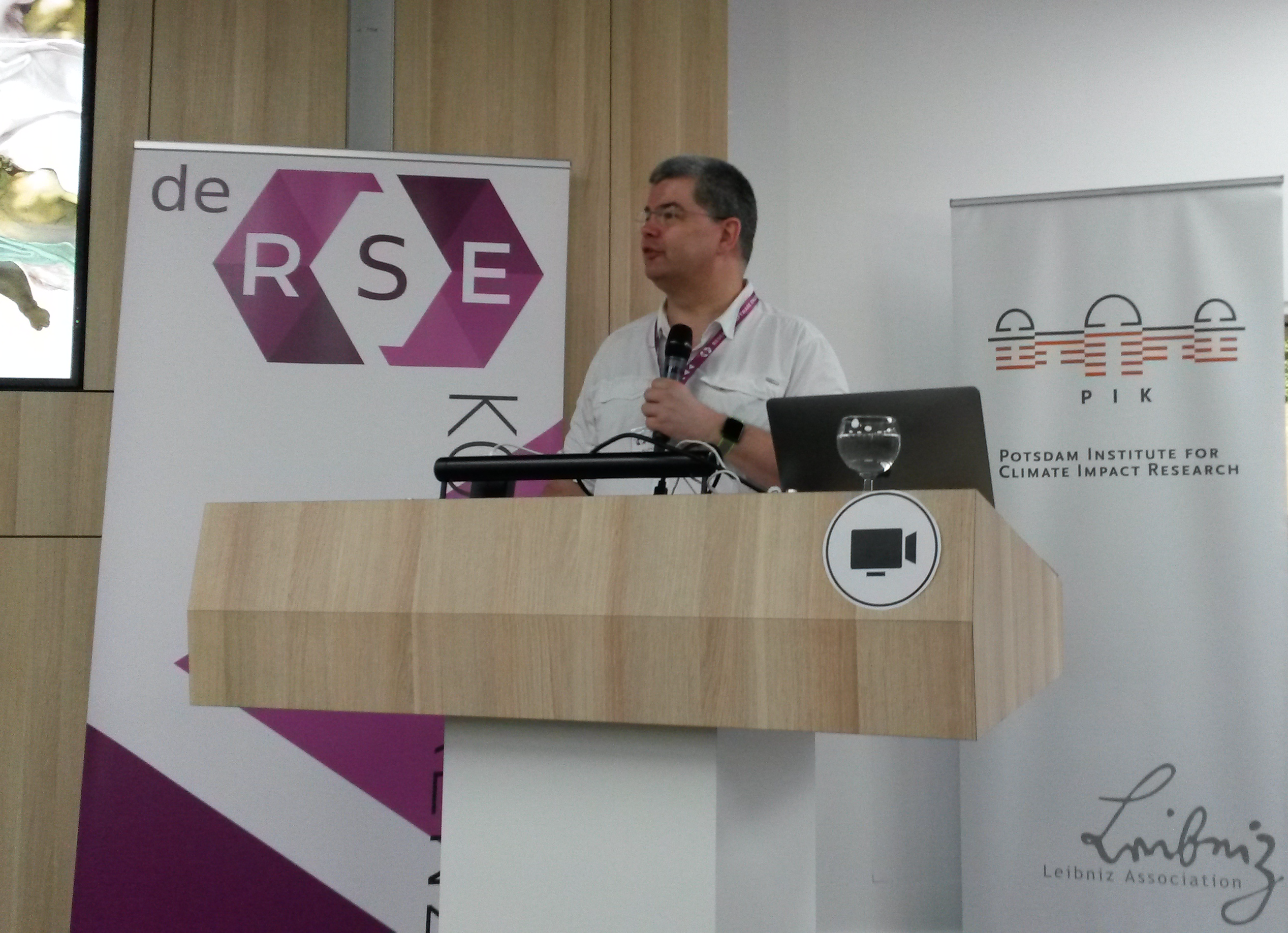
Andreas Zeller als Keynote Speaker bei der deRSE19 in Potsdam

Andreas Zeller (* 28. Oktober 1965 in Hanau) ist ein deutscher Informatiker. Er ist Professor und Inhaber des Lehrstuhls für Softwaretechnik an der Universität des Saarlandes. Seine Schwerpunkte liegen in der Entwicklung von komplexen Softwaresystemen und vor allem in der Analyse solcher Systeme.

## Leben
Zeller studierte von 1984 bis 1991 an der Technischen Universität Darmstadt Informatik und schloss im Juli 1991 mit dem Diplom ab. Danach arbeitete er als Wissenschaftlicher Mitarbeiter an der Technischen Universität Braunschweig, wo er im Mai 1997 zum Doktor-Ingenieur promovierte. Von 1997 bis 2001 arbeitete er als wissenschaftlicher Assistent an der Technischen Universität Braunschweig und an der Universität Passau, wo er Delta Debugging erfand, ein automatisches Verfahren zur Fehlersuche in Programmen.
Seit April 2001 ist Zeller Professor für Softwaretechnik an der Universität des Saarlandes, seit 2019 außerdem Fakultätsmitglied am CISPA.

## Auszeichnungen
- 1997: Software-Engineering-Preis der Ernst-Denert-Stiftung für Software-Engineering für die Dissertation zum Software-Configuration-Management als beste Arbeit der deutschen Softwaretechnik[1]
- 2003: Eclipse Innovation Award
- 2004: Eclipse Innovation Award
- 2005: Eclipse Innovation Award
- 2009: ACM SIGSOFT Impact Paper Award für die Arbeit zu Delta Debugging als einflussreichster Softwaretechnik-Beitrag des Jahres 1999
- 2010: Fellow der Association for Computing Machinery (ACM)[2]
- 2014: Most Influential Paper Award der International Conference on Software Engineering[3]
- 2018: ACM SIGSOFT Outstanding Research Award[4]
- 2024: Mitglied der Academia Europaea
- 2025: ACM SIGSOFT Influential Educator Award[5]

## Bücher
- Programmierwerkzeuge. D-Punkt Verlag, Heidelberg 2000.
- Why programs fail. Morgan Kaufmann publishers, San Francisco 2005.

## Programme
- Data Display Debugger
- Praktomat (Hilfsmittel für Programmierpraktikum)
- AskIgor (Debugger)